# Castello di Valkenburg

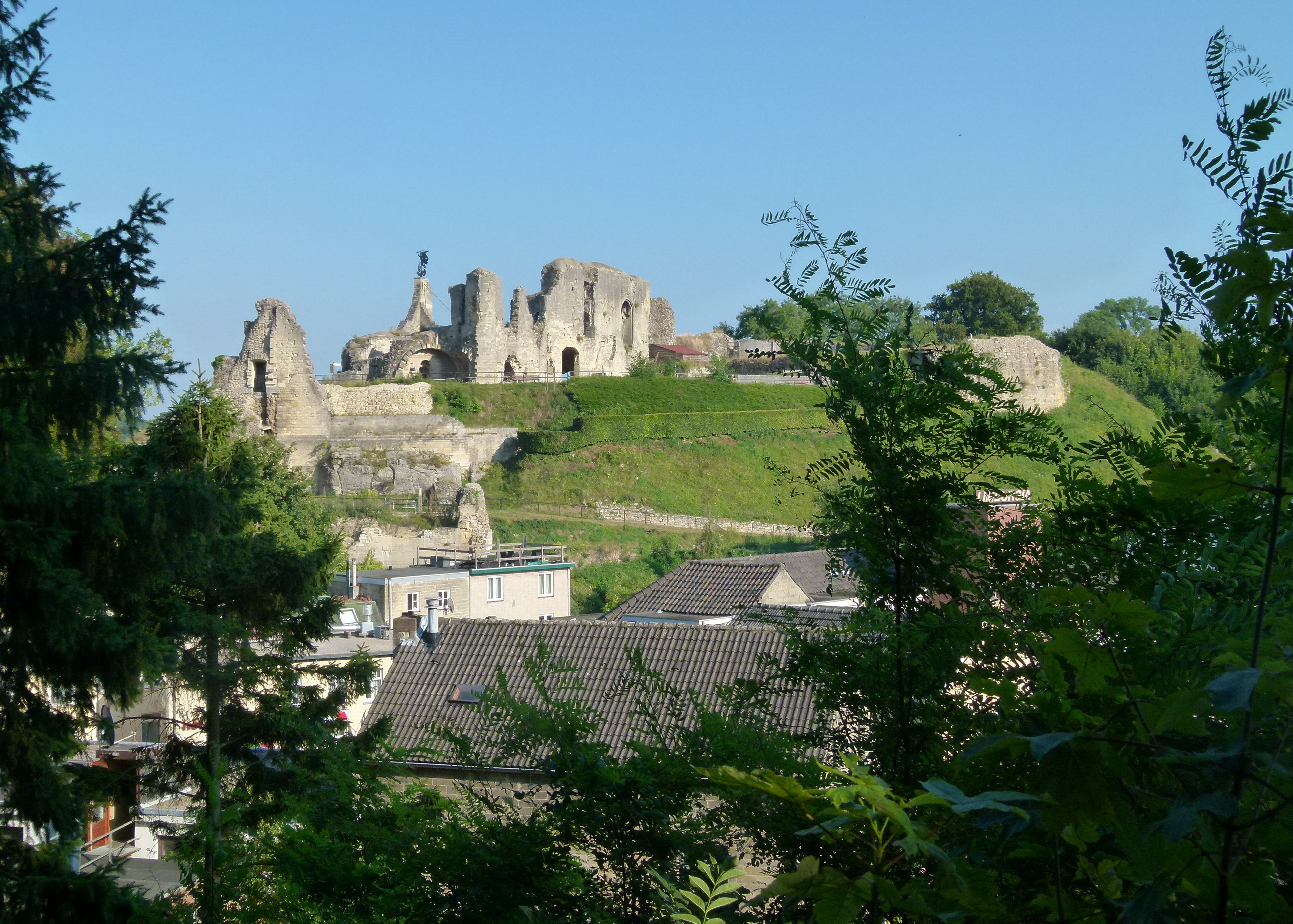
Veduta del castello

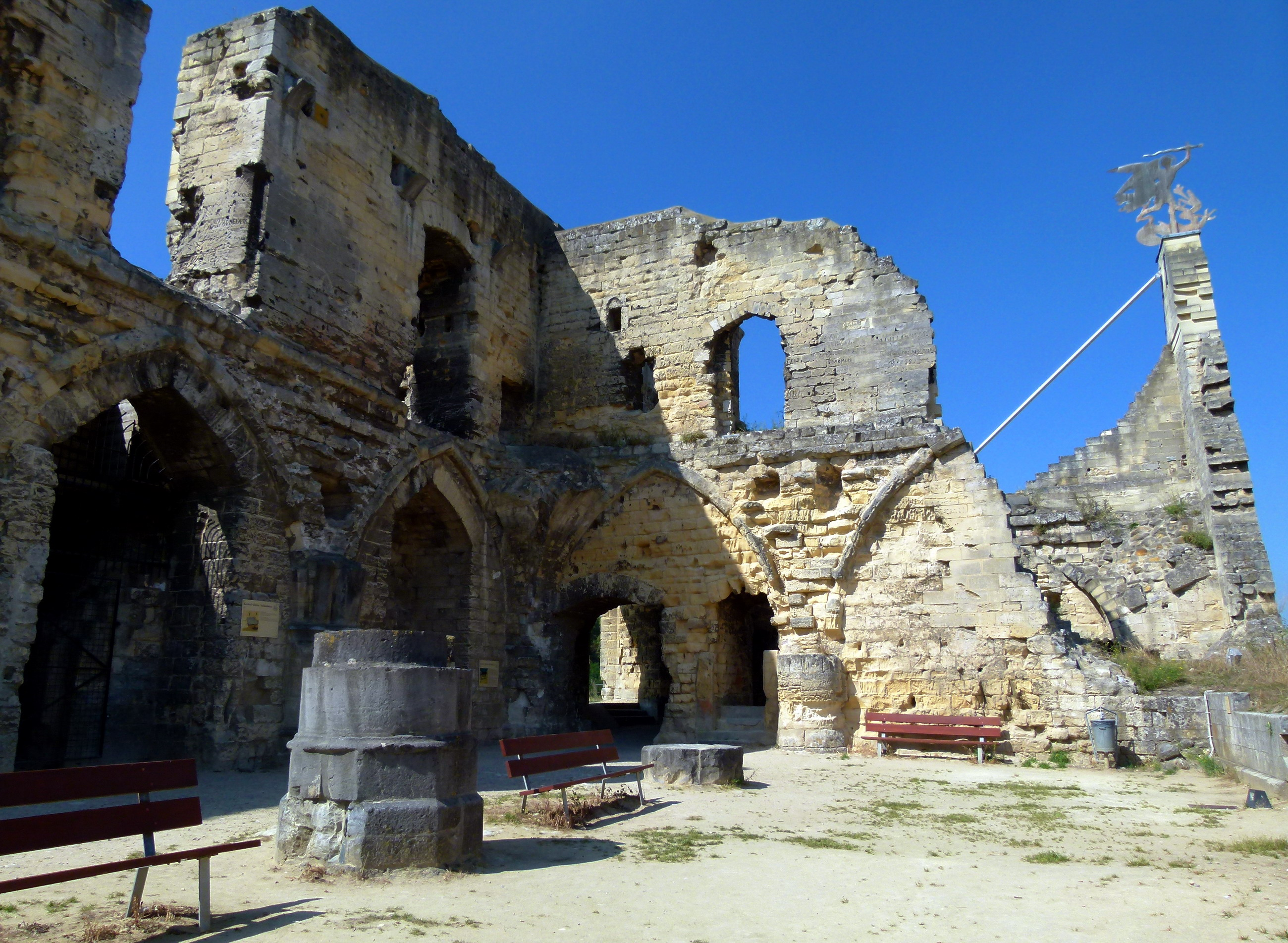
La grande sala interna

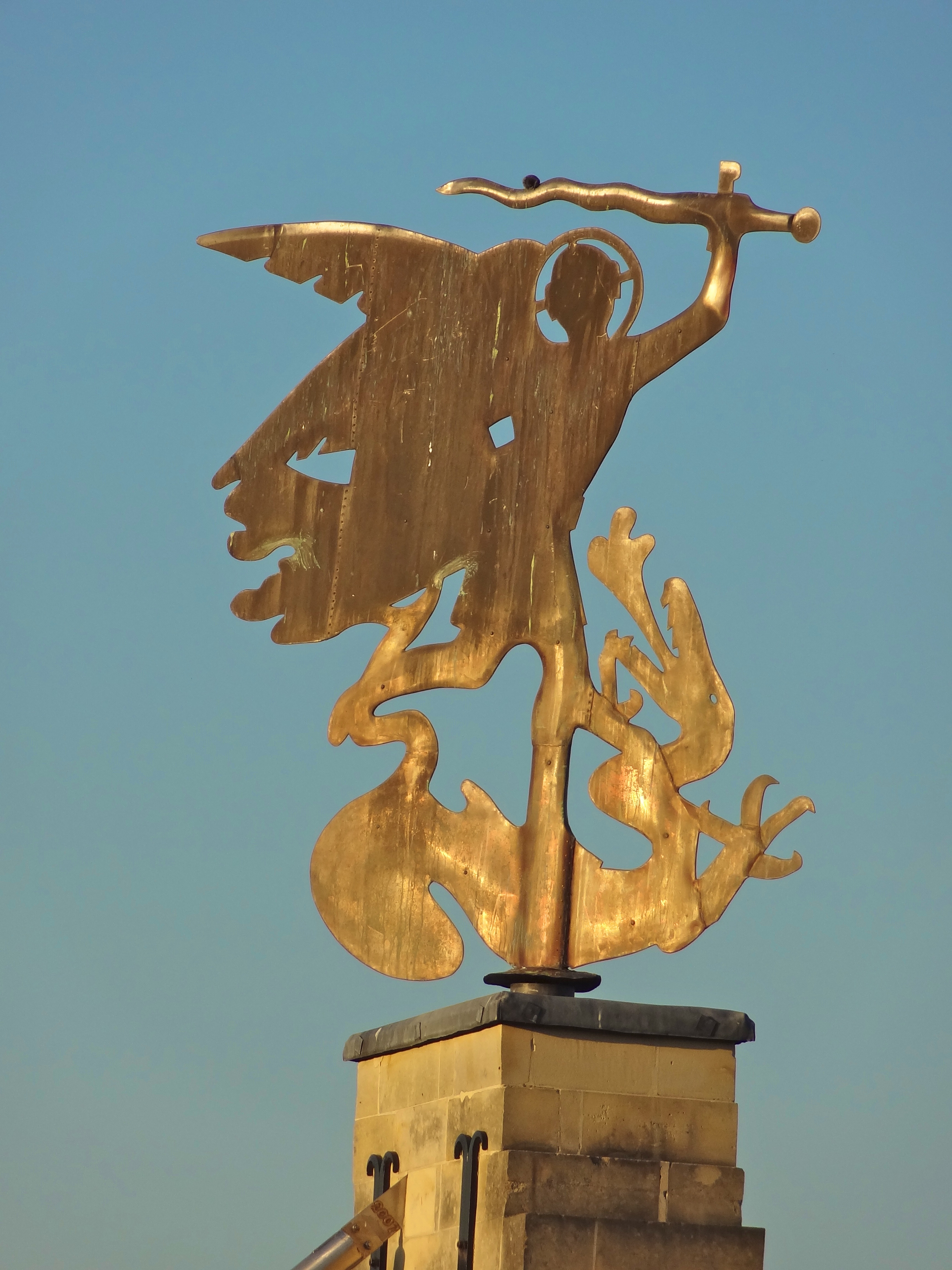
Insegna dorata nel castello

Il castello di Valkenburg (in olandese Kasteel Valkenburg) è un castello fortificato in rovina della cittadina olandese di Valkenburg aan de Geul, nella provincia del Limburgo, realizzato tra l'XI-XII secolo e il XIV secolo.

## Storia
Le origini del castello non sono certe: il sito venne forse fortificato a partire dal 1115 ca., quando Gosewijn I, signore di Valkenburg avrebbe fatto realizzare in loco un torrione circondato da fortificazioni in legno, anche se vi sarebbero fonti che menzionano un castello di Valkenburg già nel 1041.. 
Il castello esisteva però sicuramente nel 1122, quando venne devastato dalle truppe guidate da Godfried I van Leuven su ordine dell'imperatore Hendrik V. Il castello venne però ricostruito intorno al 1250 e trasformato in una struttura imponente.
Il castello venne quindi pressoché distrutto nel 1329 a seguito dell'attacco sferrato da Jan III, duca di Brabante.  In seguito, nel 1378, il castello, nuovamente ricostruito, divenne di proprietà dei duchi di Brabante.
Successivamente il castello di Valkenburg subì un nuovo assedio nel 1465  e nel 1568, quando venne occupato da Guglielmo I d'Orange. Il castello venne quindi occupato nel 1574 da Luigi II di Nassau-Weilburg duranta la presa di Valkenburg, in seno alla guerra degli ottant'anni, prima che quest'ultimo venisse cacciato dalle truppe spagnole, truppe spagnole che riconquistarono nuovamente il castello dopo che nel 1632 l'edificio era stato occupato da Federico Enrico d'Orange.
In seguito, nel 1672, il castello venne dapprima occupato dalle truppe francesi, dopodiché, per prevenire nuovi attacchi, ne venne ordinata la demolizione da Guglielmo III d'Orange-Nassau. In seguito, il castello non venne più ricostruito e cadde progressivamente in rovina.
Nel 1795, le rovine del castello di Valkenburg vennero confiscate dalle truppe napoleoniche e cedute due anni dopo a Massimiliano, conte di Hoen, appartenente al casato di Schaloen, casato che rimase proprietario della struttura fino al 1919, quando il castello venne ceduto a una fondazione locale. Nel frattempo, nel 1863, il castello di Valkenburg era stato aperto al pubblico.
Nel 1921, il castello aprì le sue porte a 22.000 visitatori e tre anni dopo, venne creata la "Fondazione Castello di Valkenburg", che rilevò la proprietà dell'edificio.
In seguito, nel 1937, vennero effettuate delle opere di restauro, durante le quali vennero riportati alla luce degli antichi passaggi utilizzati nel Medioevo come vie di fuga. Nuovi scavi archeologici vennero quindi effettuati nel 1973 ad opera del Prof. J.G.N Renaud.

## Architettura

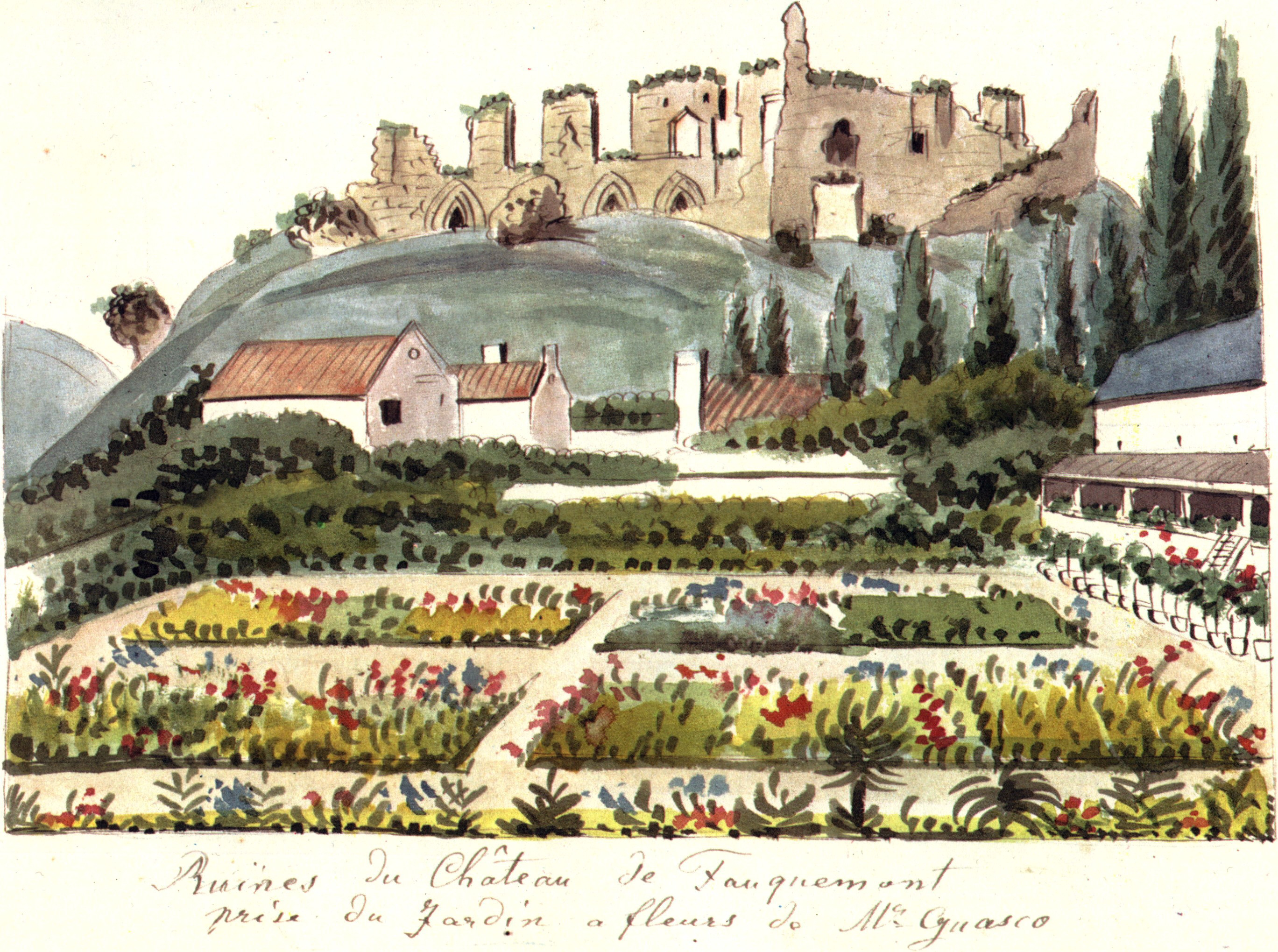
Il castello di Valkenburg in un disegno di Philippus van Gulpen (1792-1862)

Tra le parti visibili tra la rovine del castello, vi è la grande sala interna con mura dello spessore di circa 2,5 metri.